# Pithophoraceae
Pithophoraceae, porodica zelenih algi iz reda Cladophorales.

## Rodovi
1. Aegagropila Kützing
2. Aegagropilopsis Boedeker
3. Arnoldiella V.V.Miller
4. Basicladia W.E.Hoffmann & Tilden
5. Chaetocladiella C.Meyer & A.P.Skabichevskij
6. Chaetonella Schmidle
7. Cladogonium H.Hirose & M.Akiyama
8. Cladostroma Skuja
9. Dermatophyton A.Peter
10. Gemmiphora Skabichevskii
11. Pithophora Wittrock
12. Wittrockiella Wille